# Alexis Flips
Alexis Flips, né le 18 janvier 2000 à Villeneuve-d'Ascq en France, est un footballeur français qui joue au poste d'attaquant au RSC Anderlecht.

## Biographie

### En club

#### Débuts professionnels
Né à Villeneuve-d'Ascq en France, Alexis Flips est formé par le LOSC Lille, où il signe son premier contrat professionnel à l'été 2017. 
Mais il commence sa carrière  l'AC Ajaccio, où il est prêté en 2019-2020. C'est donc en Ligue 2 qu'il fait ses premiers pas en professionnel, jouant son premier match le 23 août 2019, lors d'une rencontre de championnat face au Paris FC. Il est titularisé ce jour-là et son équipe l'emporte un but à zéro.

#### Stade de Reims
Le 5 octobre 2020, Alexis Flips rejoint le Stade de Reims,. Pour son premier match avec Reims, le 2 mai 2021 lors d'une rencontre de Ligue 1 face au Nîmes Olympique, il inscrit son premier but et permet à son équipe d'obtenir le point du match nul (2-2 score final).
Le 2 avril 2023, Flips réalise le premier doublé de sa carrière lors d'une rencontre de championnat face au FC Nantes. Titulaire, il contribue à la victoire de son équipe trois buts à zéro,.
Durant la saison 2022-2023 Flips réalise un total de quatre buts et délivre six passes décisives en trente-trois matchs avec le club champenois, sous les ordres de Will Still.

#### RSC Anderlecht
Le 12 août 2023, Alexis Flips signe un contrat de cinq ans avec le RSC Anderlecht. Il découvre alors un nouveau championnat à 23 ans.
Flips joue son premier match sous ses nouvelles couleurs le 20 août 2023, contre le KVC Westerlo, en championnat. Il est titularisé et son équipe l'emporte par deux buts à un.

##### Prêts en Turquie puis en Belgique
En février 2024, le RSC Anderlecht le prête sans option d'achat jusqu’à la fin de la saison au club turc d'MKE Ankaragücü.
Le 6 septembre 2024, Alexis Flips est de nouveau prêté pour la saison 2024-2025, cette fois au Sporting de Charleroi, avec option d'achat.

### En sélections nationales
Alexis Flips est retenu avec l'équipe de France des moins de 19 ans pour participer au championnat d'Europe des moins de 19 ans en 2019. Lors de ce tournoi organisé en Arménie, il joue quatre matchs dont trois comme titulaire. Il se fait notamment remarquer en inscrivant un but lors du premier match, lors d'une victoire trois buts à zéro contre la Tchéquie. Les jeunes français s'inclinent en demi-finale contre l'Espagne lors de la séance de tirs au but.